# 麥工作
麥工作（英語：McJob）是指低工資、低社會地位、低錄取門檻、低尊嚴面子、低人格自信，僅僅要求少量技能及提供非常少晋升機會的工作。通常這些工作也是一份兼職或臨時工作。
麥工作一詞，源自連鎖快餐廳麦当劳，麥工作雖不至於到特種行業、高危險性或被視為不潔，但現在一般可用來指稱任何不論任何雇主泛指任何地位低微、要求微量培訓、高員工替換率及員工活動被管理階層嚴格調節的一般性工作。大部分的麥工作來自服務業，例如便利商店、快餐店、咖啡店及零售店的服務人員。

## 歷史
麥工作一詞可追溯至1986年。在牛津英語辭典中被定義為低工資、低社會地位的工作。
於2007年，麥當勞餐廳高層公開地作出請願，期望牛津英語辭典將此詞的英語定義修改為「有趣、高回報並且提供一生受用技能的工作」，但許多基層員工多拒絕簽署。